# 林口交流道 (國道1號)
林口交流道為臺灣國道一號的交流道，位於新北市林口區和桃園市龜山區、蘆竹區交界處，分為文化一路、文化北路出口，指標為41K。由於林口台地聯絡臺北都會區的交通要道僅有本處，而林口及龜山近年來新建案增加，人口極速成長、交通量需求大增，因此林口交流道在通勤尖峰時段容易壅塞，且尖峰時間經常嚴重回堵。為紓解車流，林口交流道正進行改善工程，新建直接往來文化一路的南出、北入匝道，並調整集散道動線，預定2027年完工。
|          | 南 下    | 41A 林口  |           | 龜山 林口 |
| 41B 林口 | 南 下    | 龜山 林口 | 龜山 林口 |           |
| 北 上    | 41A 林口 |           | 林口 龜山 |           |
| 北 上    | 41A 林口 | 文化一路  |           |           |
| 北 上    | 41B 林口 | 林口 龜山 | 林口 龜山 |           |
| 北 上    | 41B 林口 | 文化北路  |           |           |

## 鄰近道路
- 林口區：文化一路一段；龜山區：文化一路（ 市道105號）
- 林口區：文化二路一段；龜山區：文化二路
- 林口區：文化三路一段；龜山區：文化三路
- 林口區：文化北路一段；龜山區：忠義路三段
- 八德路（林口區，與交流道平行）／八德一路（蘆竹區）
- 龜山一路（龜山區，與交流道平行）

## 工程現況
- 行政院公共工程委員會更新至2025年2月底

| 標案名稱                             | 開工日期   | 預計完工日期 | 最新進度 |
| ------------------------------------ | ---------- | ------------ | -------- |
| 國道1號林口交流道改善工程(第I104S標) | 2023/05/28 | 2027/01/06   | 23.78%   |

## 外部連結
- 國道一號林口交流道示意圖 （页面存档备份，存于）（交通部高速公路局）